# Maria z Łubieńskich Górska
Maria Wanda z Łubieńskich Górska (ur. 27 kwietnia 1838 w Garbowie, zm. 10 lipca 1926 w Woli Pękoszewskiej) – polska ziemianka, działaczka społeczna, katolicka i charytatywna, żona Jana Górskiego.

## Życiorys
Była córką Seweryna hr. Łubieńskiego h. Pomian i Amelii z hr. Gołąbek-Jezierskich h. Prus (II). Ojciec był właścicielem dóbr Kolano i Rudzieniec. Matka angażowała się w pomoc prześladowanym przez carat unitom, do czego zachęciła też Marię. W dorosłym życiu działania takie prowadziła we współpracy z siostrą Wandą Weyssenhoffową. Organizowała i finansowała wyjazdy misyjne na Podlasie i Chełmszczyznę, opłacała wykup więzionych na Syberii duchownych unickich. Przewoziła za granicą raporty na temat prześladowań unitów. W 1887 przechowała i czuwała nad leczeniem jednego z potrzebujących, rannych unitów.
Od końca lat pięćdziesiątych XIX w. była tercjarką kapucyńską oraz członkinią Żywego Różańca prowadzonego przez o. Honorata Koźmińskiego. Ten był jej spowiednikiem od 1857.
Pomagała kapucynom po ich usunięciu z klasztoru w Zakroczymiu. W 1913 współorganizowała biblioteki sióstr pocieszycielek Serca Jezusowego. W 1915 pośredniczyła między o. Honoratem Koźmińskim a arcybiskupem Aleksandrem Kakowskim w sprawie poświęcenia Polski Najświętszemu Sercu Jezusa.
W dniu 27 kwietnia 1858 Maria Łubieńska wyszła za mąż za Jana Górskiego, dziedzica Woli Pękoszewskiej. Mieli sześciu synów i dwie córki: Emmanuela Marię Józefa Szczepana (1859–1865), Marię Józefa Łukasza Seweryna Jana (1860–1860), Konstantego Mariana Marię (1862–1909), Zofię (1863–1864), Ludwika (1865–1931), Antoniego (1869–1939), Jana (1871–1974) oraz Pię Marię (1878–1974).
W 1892, kiedy Królestwo Polskie nawiedził głód, zaopatrywała w potrzebne produkty ubogich przybywających do Woli Pękoszewskiej. Od 1891 była kuratorką przytułku dla dziewcząt założonym przez Towarzystwo Osad Rolnych i Przytułków Rzemieślniczych w Puszczy.
W 1908, po śmierci szwagra Ludwika Górskiego, wraz z córką Pią zamieszkała w domu Górskich w Warszawie przy ul. Foksal 8. Dom odziedziczył syn Marii, Antoni.
W czasie I wojny światowej współpracowała z Komitetem Obywatelskim m. Warszawy. Była opiekunką dzielnicową Okręgu 10 oraz członkinią komisji opieki nad młodzieżą rzemieślniczą i przemysłową.
Po 1918 często przebywała w Woli Pękoszewskiej. Uważana była za osobę religijną (jeździła codziennie do kościoła, haftowała ornaty). Prowadziła bogatą korespondencję. Od 1889 spisywała wspomnienia, zainspirowana słowami Henryka Sienkiewicza, że pamiętniki pozwolą ocalić dla potomnych informacje o bieżących wydarzeniach. Wspomnienia Górskiej, choć niepozbawione subiektywnych ocen i nieścisłości, są cennym źródłem dla badaczy życia obyczajowego, religijnego i kulturalnego II połowy XIX i początku XX w. Opisywała w nich m.in. środowisko polskich ziemian i arystokracji, a także swoje kontakty z polskimi malarzami: Józefem Chełmońskim, Leonem Wyczółkowskim, Józefem Rapackim i innymi.
Wspomnienia Marii Górskiej zostały opublikowane w latach 1996–1997. Planowano wydanie trzeciego tomu, ale nie udało się tego sfinalizować – rękopis znajduje się w Bibliotece Narodowej.
Została pochowana na cmentarzu w Jeruzalu.